# Disocactus macranthus
Disocactus macranthus, conocida comúnmente como nopalillo orquídea de flor grande, es una especie de planta suculenta perteneciente al género Disocactus, dentro de la familia Cactaceae. Se distribuye desde el sur de México (concretamente en los estados de Oaxaca, Veracruz y Chiapas) hasta Guatemala.   

## Descripción
Disocactus macranthus es una especie de cactus epífito de hábito colgante, que se desarrolla sobre árboles. Es arbustivo, se ramifica desde la base y tiene la epidermis de color verde claro. Los brotes son arqueados, aplanados y con forma de hoja. Inicialmente son erectos, aunque con el tiempo se vuelven colgantes. 
Los tallos miden hasta 90 cm de largo y unos 4,5 cm de ancho. Tienen la base estrecha y redondeada, con la porción superior aplanada. El ápice es afinado y los bordes crenados, con dientes separados de 2 a 3 cm. Sobre ellos se asientan areolas pequeñas, de color gris, aspecto aterciopelado y sin espinas.
Las flores son solitarias, nacen cerca de las puntas de los tallos y desprenden una fragancia intensa. Miden de 4 a 6 cm de largo y hasta 3 cm de ancho. Los segmentos del perianto aparecen ampliamente extendidos, miden hasta 3,5 cm de largo y 5 mm de ancho. Los tres segmentos externos son de color marrón anaranjado con la base rosada-púrpura y los restantes de color amarillo limón brillante. El tubo floral es delgado, mide hasta 2,5 cm de largo, es de tonalidad rosada-púrpura sobre un fondo de color verde anaranjado y puede ser desnudo o tener de 1 a 2 escamas triangulares rosadas-púrpuras de 1 a 2 mm.    

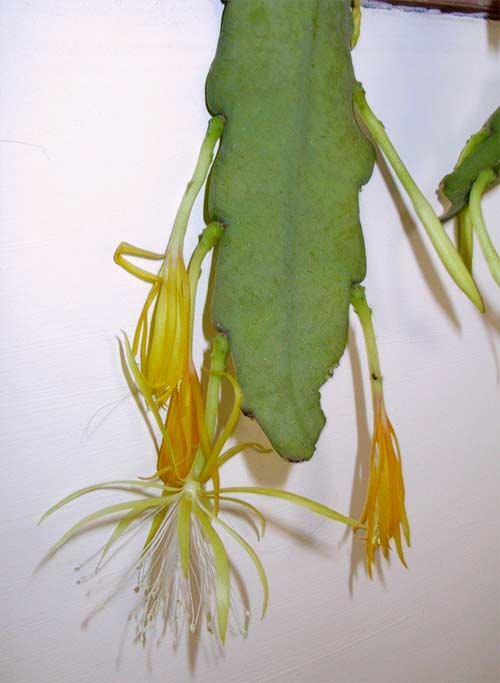
Detalle de las flores

El ovario mide de 4 a 5 mm de largo, es de color verde y aparece cubierto de 6 escamas triangulares de color marrón púrpura de 1 a 1,5 mm de longitud. Los estambres, algo curvados hacia abajo, tienen filamentos blancos de 2 a 3 cm de largo y anteras y polen de color crema. El estilo y el estigma también son de color crema y ligeramente más largos que los estambres. Los frutos son esféricos, de color rojo y miden de 0,7 a 0,8 cm de diámetro.

## Distribución y hábitat
El área de distribución nativa de esta especie abarca desde el sur de México (concretamente en los estados de Oaxaca, Veracruz y Chiapas) hasta Guatemala. Habita principalmente en el bioma tropical húmedo, a altitudes que oscilan entre los 800 y los 1900 metros sobre el nivel del mar.
La planta crece sobre árboles como epífita y se encuentra en bosques nubosos y bosques de robles. Sus raíces se incrustan en la corteza de los árboles huéspedes para anclarse y fijarse, por lo que su único acceso a la humedad y los nutrientes proviene de la lluvia y los excrementos que caen desde arriba. Además, siempre crecen bajo el dosel de los árboles y nunca están expuestas al sol directo.

## Taxonomía
La primera descripción de esta especie fue como Pseudorhipsalis macrantha, publicada en 1942 por el botánico estadounidense Edward Johnston Alexander en la revista científica Cactus and Succulent Journal 14: 20.
Más tarde, los botánicos Myron William Kimnach y Paul Clifford Hutchison trasladaron la especie al género Disocactus, por lo que pasó a llamarse Disocactus macranthus. Registraron estos cambios en las revista científica Cactus and Succulent Journal 29 (3): 78, publicada en 1957.
Etimología
- Disocactus: nombre genérico formado a partir de las palabras griegas dis (que significa 'dos veces'), isos (que significa 'igual) y kaktos (que significa 'cardo' o 'planta espinosa'), en alusión a los tallos aplanados con forma de hoja (con dos lados idénticos) que presentan las especies de este género.[8]
- macranthus: epíteto específico formado a partir de las palabras griegas makros (que significa 'grande') y anthos (que significa 'flor'), en alusión al tamaño grande de las flores de la especie.[9][10]

## Estado de conservación
En la Lista Roja de Especies Amenazadas de la UICN, la especie está clasificada como de "Preocupación Menor (LC)”. Las principales amenazas que sufre la especie se deben a la degradación del hábitat causada por las plantaciones de café, los pastizales para la ganadería y la fragmentación natural del bosque nuboso.

## Usos
Se cultiva principalmente como planta ornamental y su propagación se realiza normalmente a través de esquejes.